# Johann Gottfried Schwanberger
Johann Gottfried Schwanberger (* 28. Dezember 1737  in Wolfenbüttel; † 29. März 1804 in Braunschweig; auch: Schwanberg, Schwanenberger) war ein deutscher Komponist und Klaviervirtuose.

## Leben
Schwanberger war der Sohn des in Wolfenbüttel ansässigen Hofmusikus Georg Ludwig Schwanberger und einer Braunschweiger Organistentochter. Seinen ersten Musikunterricht erhielt er noch in Wolfenbüttel bei Georg Caspar Schürmann und Ignazio Fiorillo. 1756 wurde ihm von Herzog Karl I. von Braunschweig-Lüneburg ein sechsjähriger Ausbildungsaufenthalt in Venedig ermöglicht. Hier erhielt er Unterricht von Johann Adolph Hasse, Gaetano Latilla und Giacomo Giuseppe Saratelli.
Unmittelbar nach seiner Rückkehr in das Herzogtum Braunschweig 1762 wurde Schwanberger zum Hofkapellmeister am Opernhaus am Hagenmarkt ernannt, eine Stelle, die er bis zu seinem Tode 1804 innehatte. Die wichtigste Schaffensphase Schwanbergers fällt in die Jahre zwischen seinem Amtsantritt und der Auflösung der Hofkapelle 1768. Friedrich der Große berief ihn nach dem Tod seines Hofkapellmeisters Johann Friedrich Agricola 1774 als dessen Nachfolger, jedoch lehnte Schwanberger ab, um bei seinem Fürsten zu bleiben. Schwanberger war der Lehrer von Gottlob Wiedebein, der ab 1816 oder 1817 die Hofkapelle in Braunschweig leitete.
Seine Opern und Klavierwerke wurden von dem zeitgenössischen Musikhistoriker Charles Burney hoch geschätzt, und auch dessen Übersetzer Christoph Daniel Ebeling bedauerte es, dass so wenige seiner Werke im Druck erschienen. Justus Friedrich Wilhelm Zachariae verfasste ein Lobgedicht über Schwanberger, in dem er es bedauerte, dass seine Werke außerhalb Braunschweigs kaum bekannt seien.

## Werke
Schwanberger genoss als Komponist von italienischen Opere serie sowie als Klaviervirtuose hohes Ansehen. In seinen Opern nahm er, ausgehend von Hasse, Einflüsse der neueren italienischen Oper auf. Seine Klaviermusik weist Merkmale des galanten Stils auf.

### Bühnenwerke
- Adriano in Siria, dramma per musica; Libretto: Pietro Metastasio; UA: Braunschweig 1762
- Il Temistocle, dramma per musica; Libretto: Pietro Metastasio; UA: Braunschweig, August 1762; verschollen
- Solimano, dramma per musica; Libretto: Giovanni Ambrogio Migliavacca; UA: Braunschweig, 4. November 1762
- La Galatea, Favola pastorale per musica; Libretto: Pietro Metastasio; UA: Braunschweig, Februar 1763
- Ezio, dramma per musica; Libretto: Pietro Metastasio; UA: Braunschweig 1763; Partitur verbrannt
- La buona figliuola maritata, dramma giocoso per musica; Libretto: Carlo Goldoni?; UA: Braunschweig, Februar 1764; verschollen
- Talestri, dramma per musica; Libretto: Maria Antonia Walpurgis (zeitweilig fälschlicherweise Gaetano Roccaforte zugeschrieben);[4] UA: Braunschweig 1764; Partitur verbrannt
- La Didone abbandonata, dramma per musica; Libretto: Pietro Metastasio; UA: Braunschweig, August 1765
- La Zenobia, dramma per musica; Libretto: Pietro Metastasio; UA: Braunschweig, August 1765
- L’Issipile, dramma per musica; Libretto: Pietro Metastasio; UA: Braunschweig 1766, revidiert am 10. Februar 1767 mit drei neuen Balletten
- Antigono, dramma per musica; Libretto: Pietro Metastasio; UA: Braunschweig, 2. Februar 1768
- Romeo e Giulia, dramma per musica; Libretto: Giulio Roberto Sanseverino, Exposé von Johann Joachim Eschenburg nach William Shakespeare; UA: Braunschweig 1773, mehrere weitere Aufführungen in anderen Städten
- Le isole fortunate, festa teatrale; Libretto: Domenico Gattinara; UA: vermutlich Braunschweig 1778 (Partitur erhalten unter dem Titel Die Bethlehemischen Gefilde mit unterlegtem deutschen Text); Originalpartitur verbrannt
- L’olimpiade, dramma per musica; Libretto: Pietro Metastasio; UA: Braunschweig im Sommer 1782; Partitur verschollen, Sinfonia und einige Chöre erhalten als Klavierauszug
- Il trionfo della Costanza, opera tragicomico; Libretto: Domenico Poggi; UA: Braunschweig, 13. März 1790; Partitur verschollen, Introduzione und Chor erhalten im Klavierauszug
- Rezitative zu Il Creso; 1760
- Zwei nicht einzuordnende Arien

### Andere Vokalwerke
- Il Parnaso accusato e difeso, Kantate; Libretto: Pietro Metastasio; UA: Braunschweig 1768; vermutlich stammen nur die Ouvertüre, Rezitative und Chöre von Schwanberger
- La Sentenza d’Apollo, dramatischer Prolog zum Geburtstag Herzog Ferdinands von Braunschweig-Lüneburg; deutsche Fassung Das Gericht Apollos zum Geburtstag des Prinzen Friedrich August
- Erhebt, ihr andachtsvollen Chöre, Kirchenkantate
- Des Lebens Gewinn ist der Tod, Trauerkantate für Herzogin Antonia Amalia von Braunschweig; UA: Braunschweig, 21. März 1762
- Curasti anima mea, Motette
- Dominus regit me, Psalm
- Vier Duette für zwei Soprane und Cembalo

### Instrumentalwerke
- 23 Symphonien, größtenteils nur als Klavierauszug erhalten
- Vier Cembalokonzerte in C-Dur, C-Dur, Es-Dur und G-Dur
- 25 Sonaten und eine Sonatine für Cembalo
- Drei Sonaten für zwei Violinen und Violoncello; Braunschweig 1767